# Evoluzione storica dei dipartimenti francesi
L'evoluzione storica dei dipartimenti francesi prende le mosse dalla Rivoluzione francese, quando alla suddivisione territoriale in province fu sostituita quella basata sui dipartimenti (legge del 22 dicembre 1789). In particolare, il territorio fu suddiviso in 83 dipartimenti e i loro confini furono fissati il 26 febbraio 1790 e la loro esistenza divenne effettiva il successivo 4 marzo. All'epoca ogni dipartimento aveva una sua assemblea, costituita da 36 membri eletti, che a loro volta designavano un presidente e un direttorio esecutivo permanente. I dipartimenti erano suddivisi in distretti, cantoni e comuni (communes). Potevano esserci sino a nove distretti in ogni dipartimento e sino a nove cantoni in ogni distretto.
Questa organizzazione, proposta da Jean-Dominique Cassini, mirava a rendere uniforme la struttura organizzativa della Francia, mantenendo le amministrazioni locali, ma eliminando le specificità che provenivano essenzialmente dai privilegi dell'aristocrazia locale.

## Dipartimenti francesi nel 1790
Quella che segue è una lista degli 83 dipartimenti creati all'indomani della Rivoluzione francese. Il decreto che stabiliva la divisione del territorio francese in dipartimenti fu votato dall'Assemblea Nazionale Costituente il 9 dicembre 1789; tuttavia il loro numero esatto fu fissato il 26 febbraio 1790, e la loro esistenza entrò in vigore il 4 marzo seguente. Nella colonna Note è indicata la loro evoluzione fino ad oggi.
| Nº postale | Nome                | Capoluogo         | Note |
| ---------- | ------------------- | ----------------- | --- |
| 1          | Ain                 | Bourg-en-Bresse   | |
| 2          | Aisne               | Laon              | |
| 3          | Allier              | Moulins           | |
| 4          | Basses-Alpes        | Digne             | Rinominato Alpes-de-Haute-Provence dal 1970. |
| 5          | Hautes-Alpes        | Chorges           | Capoluogo trasferito a Gap dal 1970. |
| 6          | Ardèche             | Privas            | |
| 7          | Ardennes            | Mézières          | |
| 8          | Arriège             | Foix              | Ortografia originale, oggi Ariège. |
| 9          | Aube                | Troyes            | |
| 10         | Aude                | Carcassonne       | |
| 11         | Aveyron             | Rodez             | |
| 12         | Bouches-du-Rhône    | Aix-en-Provence   | Originariamente includeva l'arrondissement di Apt, distaccato nel 1793 per formare il dipartimento della Vaucluse, assieme al Contado Venassino e alle città di Avignone e di Orange. Il capoluogo fu dislocato a Marsiglia nel 1800.                                                                             |
| 13         | Calvados            | Caen              | |
| 14         | Cantal              | Saint-Flour       | Capoluogo spostato ad Aurillac nel 1795. |
| 15         | Charente            | Angoulême         | |
| 16         | Charente-Inférieure | Saintes           | Rinominato Charente Marittima nel 1941. Capoluogo trasferito a La Rochelle nel 1810. |
| 17         | Cher                | Bourges           | |
| 18         | Corrèze             | Tulle             | |
| 19         | Corse               | Bastia            | Creato nel 1790 con Bastia come capoluogo, fu diviso nei dipartimenti del Golo a nord e del Liamone a sud. Ricreato nel 1811 con Ajaccio come capoluogo e nuovamente suddiviso nel 1975 in Haute-Corse e Corse-du-Sud.                                                                                            |
| 20         | Côte-d'Or           | Digione           | |
| 21         | Côtes-du-Nord       | Saint-Brieuc      | Rinominato Côtes-d'Armor nel 1990. |
| 22         | Creuse              | Guéret            | |
| 23         | Dordogne            | Périgueux         | |
| 24         | Doubs               | Besançon          | |
| 25         | Drôme               | Chabeuil          | Capoluogo trasferito a Valence nel 1790. |
| 26         | Eure                | Évreux            | |
| 27         | Eure-et-Loir        | Chartres          | |
| 28         | Finistère           | Quimper           | |
| 29         | Gard                | Nîmes             | |
| 30         | Haute-Garonne       | Tolosa            | |
| 31         | Gers                | Auch              | |
| 32         | Gironde             | Bordeaux          | Rinominato Bec-d'Ambès dal 1793 al 1795. |
| 33         | Hérault             | Montpellier       | |
| 34         | Ille-et-Vilaine     | Rennes            | |
| 35         | Indre               | Châteauroux       | |
| 36         | Indre e Loira       | Tours             | |
| 37         | Isère               | Grenoble          | |
| 38         | Jura                | Lons-le-Saunier   | |
| 39         | Landes              | Mont-de-Marsan    | |
| 40         | Loir-et-Cher        | Blois             | |
| 41         | Haute-Loire         | Le Puy-en-Velay   | |
| 42         | Loire-Inférieure    | Nantes            | Rinominato Loire-Atlantique nel 1957. |
| 43         | Loiret              | Orléans           | |
| 44         | Lot                 | Cahors            | |
| 45         | Lot e Garonna       | Agen              | |
| 46         | Lozère              | Mende             | |
| 47         | Manche              | Coutances         | Capoluogo spostato a Saint-Lô nel 1796 |
| 48         | Marna               | Châlons-sur-Marne | Capoluogo rinominato Châlons-en-Champagne dal 17 ottobre 1995. |
| 49         | Haute-Marne         | Chaumont          | |
| 50         | Mayenne             | Laval             | |
| 51         | Mayenne-et-Loire    | Angers            | Rinominato Maine-et-Loire il 12 dicembre 1791. |
| 52         | Meurthe             | Nancy             | Dopo il 1871, le parti dei dipartimenti della Meurthe e della Mosella non annesse dalla Germania furono unite nel nuovo dipartimento della Meurthe e Mosella; le parti annesse alla Francia all'indomani della prima guerra mondiale formarono un nuovo dipartimento della Mosella, molto diverso dall'originale. |
| 53         | Meuse               | Bar-le-Duc        | |
| 54         | Morbihan            | Vannes            | |
| 55         | Moselle             | Metz              | Vedi "Meurthe". |
| 56         | Nièvre              | Nevers            | |
| 57         | Nord                | Douai             | Capoluogo spostato a Lilla nel 1802 |
| 58         | Oise                | Beauvais          | |
| 59         | Orne                | Alençon           | |
| 60         | Paris               | Parigi            | Rinominato Senna nel 1795. Suddiviso nel 1964 nei dipartimenti di Parigi, Hauts-de-Seine, Senna-Saint-Denis e Val-de-Marne. |
| 61         | Pas-de-Calais       | Arras             | |
| 62         | Puy-de-Dôme         | Clermont          | |
| 63         | Basses-Pyrénées     | Navarrenx         | Rinominato Pyrénées-Atlantiques nel 1969. Capoluogo trasferito a Pau nel 1790, a Saint-Palais nel 1795 e nuovamente a Pau nel 1796. |
| 64         | Hautes-Pyrénées     | Tarbes            | |
| 65         | Pyrénées-Orientales | Perpignan         | |
| 66         | Bas-Rhin            | Strasburgo        | |
| 67         | Haut-Rhin           | Colmar            | Alla sua creazione, comprendeva l'attuale Territorio di Belfort ma escludeva la città di Mulhouse, che costituì un'enclave svizzera fino al 28 gennaio 1798. |
| 68         | Rhône-et-Loire      | Lione             | Diviso nel 1793 nei dipartimenti della Loira e del Rodano. |
| 69         | Alta Saona          | Gray              | Capoluogo trasferito a Vesoul nel 1800. |
| 70         | Saona e Loira       | Mâcon             | |
| 71         | Sarthe              | Le Mans           | |
| 72         | Seine-et-Marne      | Melun             | |
| 73         | Seine-et-Oise       | Versailles        | Diviso nel 1968 nei dipartimenti Yvelines, Essonne, Val-d'Oise e Hauts-de-Seine. |
| 74         | Seine-Inférieure    | Rouen             | Rinominato Seine-Maritime nel 1955. |
| 75         | Deux-Sèvres         | Niort             | |
| 76         | Somme               | Amiens            | |
| 77         | Tarn                | Albi              | Capoluogo spostato a Castres nel 1797 e nuovamente ad Albi nel 1800. |
| 78         | Varo                | Tolone            | Il capoluogo fu a Grasse e poi a Brignoles tra il 1793 e il 1797 e a Draguignan dal 1797 al 1974 per poi tornare a Tolone. |
| 79         | Vendée              | Fontenay-le-Comte | Rinominato Vengé dal 1793 al 1795. Capoluogo spostato a La Roche-sur-Yon nel 1804. |
| 80         | Vienne              | Poitiers          | |
| 81         | Alta Vienne         | Limoges           | |
| 82         | Vosges              | Épinal            | |
| 83         | Yonne               | Auxerre           | |

## La Rivoluzione e l'Impero

I dipartimenti della Francia con le sue "frontiere naturali" nel 1801.

A partire dal 1792, durante la Prima Repubblica e poi durante l'impero di Napoleone I, quando la Francia, in guerra contro tutti gli stati europei estese progressivamente il proprio territorio, le regioni annesse furono ugualmente organizzate in dipartimenti. Questo riguardò i territori delle odierne nazioni del Belgio e dei Paesi Bassi, la riva sinistra del Reno e le coste del Mare del Nord in Germania, una parte della Svizzera, il nord e il centro Italia. All'apogeo delle conquiste francesi esistevano 130 dipartimenti e città come Bruxelles, Amsterdam, Amburgo, Ginevra, Genova, Torino e Roma furono sedi di prefetture dell'Impero napoleonico. Questi territori furono persi alla caduta di Napoleone nel 1814 (una parte della Savoia e altri territori solo nel 1815, dopo i cosiddetti Cento Giorni).
- il dipartimento del Mont-Terrible (creato nel 1793, e integrato all'Alto Reno (Haut-Rhin) nel 1800);
- i dipartimenti della Grecia (Corfù (Corcyre), Itaca (Ithaque) e del Mar Egeo (Mer-Égée), creati nel 1797, perduti nel 1798 e 1799 e ufficialmente soppressi nel 1802);
- il dipartimento del Tanaro (creato nel 1802, suddiviso nel 1805 tra i dipartimenti di Genova, Marengo, Montenotte e Stura);
- il dipartimento della Corsica (Corse), con capoluogo Bastia fu suddiviso nel 1793 nei due nuovi dipartimenti di Golo (Bastia) e di Liamone (Ajaccio);
- il dipartimento di Rodano e Loira (Rhône-et-Loire) fu suddiviso sempre nello stesso anno nei due nuovi dipartimenti del Rodano (Rhône) e della Loira (Loire);
- dopo l'annessione della Contea Venassina, del Principato di Orange e della città di Avignone, creazione ancora nel 1793 del dipartimento della Vaucluse
- il 17 marzo dello stesso anno il principato di Salm, assediato e i cui principi erano fuggiti in Westfalia, per sua richiesta è annesso al dipartimento dei Vosgi (Vosges);
- nel 1808 è creato il nuovo dipartimento di Tarn-et-Garonne, con territori distaccati dai dipartimenti dell'Aveyron, dell'Alta Garonna (Haute-Garonne), del Gers, del Lot e del Lot e Garonna (Lot-et-Garonne).
- nel 1811 i dipartimenti del Golo e del Liamone si fondono nuovamente nel dipartimento della Corsica (Corse), con capoluogo Ajaccio.

Le Province Illiriche, annesse alla Francia, furono suddivise in 10 "intendenze" anziché in dipartimenti.
Alla definitiva caduta dell'Impero (1815), la Francia è ridotta a 86 dipartimenti: agli 83 dipartimenti iniziali si erano infatti aggiunti la Vaucluse, il Lot e Garonna (Lot-et-Garonne) e la suddivisione di Rodano e Loira nei due dipartimenti di Rodano (Rhône) e della Loira (Loire).

## Dipartimenti dell'Impero francese nel 1812

I dipartimenti francesi nel 1812

| Num. | Nome                | Capoluogo        | anno ist. | anno soppr. | Note |
| ---- | ------------------- | ---------------- | --------- | ----------- | --- |
| 84   | Mont-Blanc          | Chambéry         | 1792      | 1815        | annesso dal Regno di Sardegna                                                                                             |
| 85   | Alpes-Maritimes     | Nizza            | 1793      | 1814        | annesso da Regno di Sardegna e Principato di Monaco                                                                       |
| 86   | Jemappes            | Mons             | 1795      | 1814        | annesso dai Paesi Bassi austriaci                                                                                         |
| 87   | Gênes               | Genova           | 1805      | 1814        | annesso dalla Repubblica Ligure                                                                                           |
| 88   | Vaucluse            | Avignone         | 1793      | —           | formato dall'unione di Avignone, Contado Venassino e territori appartenenti al dipartimento delle Bouches-du-Rhône (vedi) |
| 89   | Loira               | Montbrison       | 1793      | —           | formato dalla divisione del dipartimento del Rhône-et-Loire (vedi)                                                        |
| 90   | Montserrat          | Barcellona       | 1812      | 1815        | annesso dal Regno di Spagna                                                                                               |
| 91   | Lys                 | Bruges           | 1795      | 1814        | annesso dai Paesi Bassi austriaci                                                                                         |
| 92   | Escaut              | Gand             | 1795      | 1814        | annesso dai Paesi Bassi austriaci                                                                                         |
| 93   | Deux-Nèthes         | Anversa          | 1795      | 1814        | annesso dai Paesi Bassi austriaci                                                                                         |
| 94   | Dyle                | Bruxelles        | 1795      | 1814        | annesso dai Paesi Bassi austriaci                                                                                         |
| 95   | Meuse-Inférieure    | Maastricht       | 1795      | 1814        | annesso dai Paesi Bassi austriaci                                                                                         |
| 96   | Ourte               | Liegi            | 1795      | 1814        | annesso dal Principato di Liegi                                                                                           |
| 97   | Sambre-et-Meuse     | Namur            | 1795      | 1814        | annesso dai Paesi Bassi austriaci                                                                                         |
| 98   | Forêts              | Lussemburgo      | 1795      | 1814        | annesso dai Paesi Bassi austriaci                                                                                         |
| 99   | Léman               | Ginevra          | 1798      | 1814        | annesso dalla Svizzera |
| 100  | Mont-Tonnerre       | Magonza          | 1801      | 1814        | annesso dalla Repubblica Cisrenana                                                                                        |
| 101  | Sarre               | Treviri          | 1801      | 1814        | annesso dalla Repubblica Cisrenana                                                                                        |
| 102  | Rhin-et-Moselle     | Coblenza         | 1801      | 1814        | annesso dalla Repubblica Cisrenana                                                                                        |
| 103  | Roer                | Aquisgrana       | 1801      | 1814        | annesso dalla Repubblica Cisrenana                                                                                        |
| 104  | Pô                  | Torino           | 1802      | 1814        | annesso dalla Repubblica Subalpina                                                                                        |
| 105  | Stura               | Cuneo            | 1802      | 1814        | annesso dalla Repubblica Subalpina                                                                                        |
| 106  | Marengo             | Alessandria      | 1802      | 1814        | annesso dalla Repubblica Subalpina                                                                                        |
| 107  | Sésia               | Vercelli         | 1802      | 1814        | annesso dalla Repubblica Subalpina                                                                                        |
| 108  | Montenotte          | Savona           | 1805      | 1814        | annesso dalla Repubblica Subalpina                                                                                        |
| 109  | Doire               | Ivrea            | 1802      | 1814        | annesso dalla Repubblica Subalpina                                                                                        |
| 110  | Apennins            | Chiavari         | 1805      | 1814        | annesso dalla Repubblica Ligure                                                                                           |
| 111  | Taro                | Parma            | 1808      | 1814        | annesso dal Ducato di Parma                                                                                               |
| 112  | Arno                | Firenze          | 1808      | 1814        | annesso dal Regno d'Etruria                                                                                               |
| 113  | Méditerranée        | Livorno          | 1808      | 1814        | annesso dal Regno d'Etruria                                                                                               |
| 114  | Ombrone             | Siena            | 1808      | 1814        | annesso dal Regno d'Etruria                                                                                               |
| 115  | Tarn e Garonna      | Montauban        | 1808      | —           | territori scorporati dai dipartimenti di Lot, Haute-Garonne, Lot-et-Garonne, Gers, Aveyron                                |
| 116  | Roma                | Roma             | 1809      | 1814        | annesso dallo Stato Pontificio                                                                                            |
| 117  | Trasimeno           | Spoleto          | 1809      | 1814        | annesso dallo Stato Pontificio                                                                                            |
| 118  | Zuyderzée           | Amsterdam        | 1811      | 1814        | annesso dal Regno d'Olanda                                                                                                |
| 119  | Bouches-de-la-Meuse | L'Aia            | 1811      | 1814        | annesso dal Regno d'Olanda                                                                                                |
| 120  | Bouches-de-l'Yssel  | Zwolle           | 1811      | 1814        | annesso dal Regno d'Olanda                                                                                                |
| 121  | Yssel-Supérieur     | Arnhem           | 1811      | 1814        | annesso dal Regno d'Olanda                                                                                                |
| 122  | Frise               | Leeuwarden       | 1811      | 1814        | annesso dal Regno d'Olanda                                                                                                |
| 123  | Ems-Occidental      | Groninga         | 1811      | 1814        | annesso dal Regno d'Olanda                                                                                                |
| 124  | Ems-Oriental        | Aurich           | 1811      | 1814        | annesso dal Regno d'Olanda                                                                                                |
| 125  | Bouches-de-l'Escaut | Middelburg       | 1810      | 1814        | annesso dal Regno d'Olanda                                                                                                |
| 126  | Bouches-du-Rhin     | 's-Hertogenbosch | 1810      | 1814        | annesso dal Regno d'Olanda                                                                                                |
| 127  | Sempione            | Sion             | 1810      | 1814        | annesso dalla Repubblica del Rodano                                                                                       |
| 128  | Bouches-de-l'Elbe   | Amburgo          | 1811      | 1814        | annesso dalla città di Amburgo, dal Ducato di Holstein e da altri territori limitrofi                                     |
| 129  | Bouches-du-Weser    | Brema            | 1811      | 1814        | annesso dalla città di Brema e dai regni di Hannover e Oldenburgo                                                         |
| 130  | Ems-Supérieur       | Osnabrück        | 1811      | 1814        | annesso dal Regno d'Olanda                                                                                                |
| 131  | Lippe               | Münster          | 1811      | 1814        | annesso dal Granducato di Berg                                                                                            |
| 132  | Ter                 | Gerona           | 1812      | 1814        | annesso dal Regno di Spagna                                                                                               |
| 133  | Sègre               | Puigcerdà        | 1812      | 1814        | annesso dal Regno di Spagna                                                                                               |
| 134  | Bouches de l'Ebre   | Lerida           | 1812      | 1814        | annesso dal Regno di Spagna                                                                                               |

## Il Secondo Impero e le sue conseguenze
- 1860: la cessione da parte del Regno di Sardegna della Savoia e di Nizza diede luogo alla creazione di:
  - dipartimenti di Savoia (Savoie) e Alta Savoia (Haute-Savoie);
  - dipartimento delle Alpi marittime (Alpes-Maritimes), costituito dalla contea di Nizza ceduta dal Piemonte e dalla circoscrizione (arrondissement) di Grasse, distaccata dal dipartimento del Var
  - In tal modo la Francia passa da 86 a 89 dipartimenti, senza contare quelli di Algeria
- 1871: dopo la perdita di Alsazia e Lorena (Alsace-Lorraine), le parti restanti dei dipartimenti della Meurthe e della Mosella (Moselle) formano il dipartimento di Meurthe e Mosella (Meurthe-et-Moselle), la parte restante dell'Alto Reno (Haut-Rhin) costituisce il Territorio di Belfort (Territoire de Belfort), mentre il Basso Reno (Bas-Rhin) era interamente perduto. Sempre senza contare i dipartimenti algerini, la Francia passa da 89 a 86 dipartimenti e 1 territorio.

## Le conseguenze della Prima guerra mondiale
- 1919: la Francia recupera i dipartimenti del Basso Reno (Bas-Rhin) e della Mosella (Moselle), compresa una parte di quello che era stato il dipartimento della Meurthe. I vecchi dipartimenti di Alsazia e Lorena non sono ricostituiti, La Francia passa di nuovo da 86 a 89 dipartimenti.
- 1922: il Territorio di Belfort (Territoire de Belfort), diviene un dipartimento a pieno titolo. A partire dal 1871 aveva avuto lo statuto di una "circoscrizione rimanente dell'Alto Reno" (arrondissement subsistant du Haut-Rhin), con alla testa un amministratore facente funzioni di prefetto e una "Commissione dipartimentale" con i poteri del Consiglio generale. La Francia passa da 89 a 90 dipartimenti.

## Dipartimenti francesi in Italia

### I dipartimenti del Primo Impero
- Dipartimento della Dora con capoluogo Ivrea
- Dipartimento del Po con capoluogo Torino
- Dipartimento della Stura con capoluogo Cuneo
- Dipartimento del Sesia con capoluogo Vercelli
- Dipartimento di Marengo con capoluogo Alessandria
- Dipartimento di Montenotte con capoluogo Savona
- Dipartimento di Genova con capoluogo Genova
- Dipartimento degli Appennini con capoluogo Chiavari
- Dipartimento del Taro con capoluogo Parma
- Dipartimento dell'Arno con capoluogo Firenze
- Dipartimento del Mediterraneo con capoluogo Livorno
- Dipartimento dell'Ombrone con capoluogo Siena
- Dipartimento del Trasimeno con capoluogo Spoleto
- Dipartimento di Roma con capoluogo Roma
- Dipartimento delle Alpi Marittime con capoluogo Nizza
- Dipartimento del Golo con capoluogo Bastia
- Dipartimento del Liamone con capoluogo Ajaccio

### I dipartimenti del Regno d’Italia nel 1810
Anche la Repubblica Cisalpina (poi Repubblica Italiana e quindi Regno d'Italia) venne organizzata in dipartimenti:
- Dipartimento dell'Agogna con capoluogo Novara (dal 1800 al 1814)
- Dipartimento del Lario con capoluogo Como
- Dipartimento d'Olona con capoluogo Milano
- Dipartimento dell'Adda con capoluogo Sondrio
- Dipartimento del Serio con capoluogo Bergamo
- Dipartimento del Mella con capoluogo Brescia
- Dipartimento dell'Alto Po con capoluogo Cremona
- Dipartimento del Mincio con capoluogo Mantova
- Dipartimento dell'Alto Adige con capoluogo Trento
- Dipartimento dell'Adige con capoluogo Verona
- Dipartimento del Bacchiglione con capoluogo Vicenza
- Dipartimento del Brenta con capoluogo Padova
- Dipartimento dell'Adriatico con capoluogo Venezia
- Dipartimento del Tagliamento con capoluogo Treviso
- Dipartimento del Piave con capoluogo Belluno
- Dipartimento di Passariano con capoluogo Udine
- Dipartimento del Crostolo con capoluogo Reggio Emilia
- Dipartimento del Panaro con capoluogo Modena
- Dipartimento del Reno con capoluogo Bologna
- Dipartimento del Rubicone con capoluogo Forlì
- Dipartimento del Basso Po con capoluogo Ferrara
- Dipartimento del Metauro con capoluogo Ancona
- Dipartimento del Musone con capoluogo Macerata
- Dipartimento del Tronto con capoluogo Fermo

## Dipartimenti francesi di Spagna
I dipartimenti spagnoli furono creati nel 1812:
- Dipartimento delle Foci dell'Ebro (Bouches-de-l'Èbre)
- Dipartimento di Montserrat
- Dipartimento del Sègre
- Dipartimento del Ter

Nel 1813 vennero trasformati in:
- Dipartimento delle Foci dell'Ebro - Montserrat (Bouches-de-l'Èbre-Montserrat)
- Dipartimento del Sègre-Ter

I dipartimenti furono persi nel 1814, anche la loro annessione di fatto non era mai stata riconosciuta ufficialmente.

## Dipartimenti francesi d'Algeria (1848-1962)
Nel 1848 l'Algeria, considerata all'epoca come parte integrante del territorio francese, fu organizzata nei tre dipartimenti di:
- Dipartimento di Algeri (Alger),
- Dipartimento di Costantina (Constantine)
- Dipartimento di Orano (Oran).

Tra il 1955 e il 1962 questa struttura cambiò diverse volte e vi furono sino a 17 dipartimenti algerini. Dopo la revisione del 20 maggio 1956 i tre dipartimenti originari erano stati suddivisi dando origine a 12 dipartimenti:
- Dipartimento di Algeri (Alger)
- Dipartimento di Médéa
- Dipartimento di Orléansville
- Dipartimento di Tizi-Ouzou
- Dipartimento di Costantina (Constantine)
- Dipartimento di Batna
- Dipartimento di Bona (Bône)
- Dipartimento di Setif
- Dipartimento di Orano (Oran)
- Dipartimento di Mostaganem
- Dipartimento di Tiaret
- Dipartimento di Tlemcen

L'Algeria indipendente a partire dal 1962 conservò la suddivisione amministrativa francese fino al 1978.